# ثمينة
ثمينة (الاسم العلمي: Limeum)، جنس نباتات مُزهرة.
كانت سابقًا ضمن فصيلة المولوغويات، لكن الآن توضع في جنس منفصل وهو الجنس الوحيد في فصيلته الثمينيات.
يتكون الجنس من أنواع شُجيرية وعشبية تعيش في المناطق المدارية في إفريقيا شرق وجنوب إفريقيا وجنوب آسيا.